# Мишин, Сергей Николаевич
Серге́й Никола́евич Ми́шин  (11 августа 1958, Калуга — 12 июня 2025, Калуга) — советский и российский спортсмен, первый заслуженный мастер спорта России по гиревому спорту.

## Биография
Родился в семье рабочих. Жил в Калуге. Спортом стал заниматься в 25 лет.
На профессиональном уровне выступал с 1983 по 2006 год, с 2005 пo 2008 год — главный тренер сборных команд России.
Скончался 12 июня 2025 года в Калуге.

### Достижения
- 20-кратный чемпион России
- 10-кратный чемпион мира
- Чемпион Х летней Спартакиады народов СССР

## Награды
- Медаль ордена «За заслуги перед Отечеством» II степени (1998)[5]